# Leonard Nolens
Leonard Helena Sylvain Nolens (Bree, 11 april 1947) is een Vlaams dichter, vertaler en dagboekschrijver.

## Biografie
Na zijn middelbare school volgt Nolens de opleiding tolk-vertaler aan de Hoger Instituut voor Vertalers en Tolken in Antwerpen. Vanuit Antwerpen werkt hij vanaf 1968 als freelance vertaler en is tussen 1969 tot 1973 redacteur van het experimentele tijdschrift Labris. Nolens is getrouwd en heeft twee zoons. Hij is de vader van de schrijver David Nolens.
Nolens debuteerde in 1969 met de dichtbundel Orpheushanden.

## Situering
Hij is een romanticus, schrijft vaak over liefde en over de manier om aan de identiteit te ontsnappen. Zijn vroege werk wordt getypeerd als barok, experimenteel aandoende gedichten. In de loop der jaren treedt er een versobering op in zijn werk en krijgt het een meer parlando-achtige toon. Veelvoorkomende thema’s in het werk van Nolens zijn de jeugd, vrouwen, eenzaamheid en alcohol.
Nolens wordt beschouwd als een van de belangrijkste levende dichters uit het Nederlandse taalgebied. Hij wordt regelmatig genoemd als kanshebber voor de Nobelprijs voor Literatuur.

## Prijzen en eerbetoon

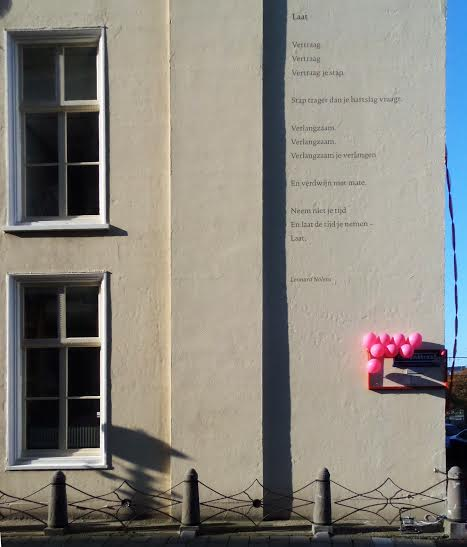
Gedicht Laat op een muur in Den Haag

- 1974 - Prijs van het beste literaire debuut voor De muzeale minnaar
- 1976 - Arkprijs van het Vrije Woord voor Twee vormen van zwijgen
- 1976 - Poëzieprijs van de provincie Antwerpen voor Twee vormen van zwijgen
- 1980 - Hugues C. Pernath-prijs voor Alle tijd van de wereld
- 1980 - Poëzieprijs van de provincie Limburg voor Alle tijd van de wereld
- 1984 - poëzieprijs van De Vlaamse Gids voor Vertigo
- 1991 - Jan Campertprijs voor Liefdes verklaringen
- 1997 - Constantijn Huygensprijs voor zijn gehele oeuvre
- 2002 - Gedichtendagprijzen voor 'Hostie' uit de bundel Manieren van leven
- 2007 - Karel van de Woestijneprijs voor poëzie van de gemeente Sint-Martens-Latem
- 2008 - VSB Poëzieprijs voor Bres
- 2012 - Prijs der Nederlandse Letteren[4]
- 2018 - Eredoctoraat aan de Universiteit Gent[5]